# Паяо Пултарат
Паяо Пултарат (тай. พเยาว์ พูลธรัตน์; 18 жовтня 1957 — пом. 13 серпня 2006) — таїландський професійний боксер, чемпіон світу за версією WBC (1983—1984) у другій найлегшій вазі, призер Олімпійських ігор 1976. Він був першим тайським спортсменом, який виграв олімпійську медаль у будь-якому виді спорту.

## Аматорська кар'єра
На Олімпійських іграх 1976 завоював бронзову медаль.
- В 1/16 фіналу переміг Ремуса Косма (Румунія) — KO-1
- В 1/8 фіналу переміг Олександра Ткаченко (СРСР) — 3-2
- У чвертьфіналі переміг Дьордя Гедо (Угорщина) — 4-1
- У півфіналі програв Лі Бьон Ук (Північна Корея) — RSC-2

На Південноазійських іграх 1977 завоював бронзову медаль.
На Кубку світу 1979 переміг двох суперників, програв Альберто Меркадо (Пуерто-Рико) і отримав срібну медаль.

## Професіональна кар'єра
На профірингу дебютував 1981 року. 27 листопада 1983 року вийшов на бій проти чемпіона WBC у другій найлегшій вазі Рафаеля Ороно (Венесуела) і переміг розділеним рішенням. Провівши два переможних боя, один з яких був захистом титулу, 5 липня 1984 року вийшов на бій проти Ватанабе Дзіро (Японія) і програв розділеним рішенням. В негайному реванші 29 листопада 1984 року програв технічним нокаутом в одинадцятому раунді.
Зазнавши після цього ще поразки від Конгтео Пхаякарун (Таїланд), завершив кар'єру.

## Політична кар'єра
Кинувши бокс, Паяо Пултарат став тайським поліцейським у званні капітана. Він приєднався до Демократичної партії і в 2001 році був обраний членом парламенту від рідної провінції.